# Romgaz
Romgaz est une entreprise publique roumaine spécialisée dans l'exploitation des hydrocarbures. 

## Histoire
En novembre 2021, Romgaz annonce l'acquisition des participations de 50 % que détient Exxon Mobil dans gisements gaziers en mer Noire pour 1,07 milliard de dollars.